# Masacre de Granada de 1066
La masacre de Granada de 1066 (30 de diciembre de 1066 - calendario hebreo: 9 de  tevet de 4827) fue la más sangrienta matanza de judíos sefardíes perpetrada hasta entonces por los musulmanes en la península ibérica (antes de su expulsión definitiva en 1146), cuando una muchedumbre irrumpió en el Palacio Real de Granada, que en ese momento estaba bajo poder musulmán en al-Ándalus, y acabó con la crucifixión del visir judío Yosef ibn Nagrela (hijo del poeta y filósofo Samuel ibn Nagrella) y la masacre de la mayor parte de la población judía de la ciudad: «Más de 1500 familias judías, es decir, alrededor de 4000 personas, murieron en un día».

## Yosef ibn Nagrela
Yosef ibn Nagrela (1035-1066) era visir del rey de la taifa granadina Badis ben Habús (r. 1038-1073) de al-Ándalus, además de nagid o líder de la comunidad judía. Yosef nació en Granada y era el primogénito del célebre poeta y guerrero Samuel ibn Nagrela, quien le procuró una esmerada educación y le instruyó en la cultura hebrea y árabe. A los nueve años escribió la única poesía que se conserva de su propia mano. Su padre organizó su matrimonio con la única hija del sabio rabino Nissim ben Jacob de Cairuán. Tras el fallecimiento de su padre en 1055, alcanzó el cargo de visir y rabino, al mismo tiempo que dirigió una importante yeshivá, siendo algunos alumnos los rabinos Isaac Albalia e Isaac ibn Gayyat.
El rabino Abraham ibn Daud describe a Yosef con grandes adjetivos, declarando que no carecía de ninguna de las buenas cualidades de su padre, excepto que no se consideraba humilde, sino que había sido criado en el lujo. La edición de 1906 de la Enciclopedia Judaica relata que «los autores árabes creen que no creía ni en la fe de sus ancestros ni en ninguna otra. También se dudaba de que declaró abiertamente que los principios del islam eran absurdos». Los poetas islámicos también alabaron su generosidad. La Enciclopedia Judaica también describe que Yosef «gobernaba completamente sobre el rey Badis, quien estaba casi siempre ebrio y rodeado de espías».
Los líderes musulmanes lo acusaron de varios actos de violencia, quien le enemistó con los bereberes, quienes gobernaban en mayoría en Granada. El mayor de sus enemigos fue Abu Ishaq de Elvira (Abū Isḥāq al-Ilbirī), quien escribió un célebre poema contra Yosef y sus amistades judías. Esta composición no causó gran impresión en el monarca, quien confiaba en Yosef, pero sí causó sensación entre los bereberes.

## Masacre
Con la esperanza de cumplir el sueño de su padre, Yosef envió mensajeros a la vecina Taifa de Almería y a sus gobernantes los Banu Sumádih, enemigos tradicionales de Granada. Yosef prometió abrir las puertas de la ciudad al ejército almeriense, a cambio de instaurarlo como rey por su alianza y sumisión. Los Banu Sumádih se retractaron en el último momento, aunque los comentarios de invasión se habían expandido por la ciudad.

El 30 de diciembre de 1066, una revuelta musulmana atacó el Palacio real donde Yosef se había refugiado, lo capturaron y lo crucificaron. Asimismo, la población judía sufrió una terrible masacre, según la Enciclopedia Judaica, «más de 1500 familias judías, es decir, alrededor de 4000 personas, murieron en un día». La esposa de Yosef y su hijo Azariah huyeron a Lucena, donde existía una gran comunidad judía, aunque su primogénito falleció a una edad temprana. Según el historiador Bernard Lewis, la masacre «se describe a menudo como una reacción de la población musulmana contra el poder y la ostentación del visir judío. [...] A este respecto, es particularmente llamativo el antiguo poema antijudío de Abu Isḥaq, escrito en Granada en 1066. Se dice que esta composición fue el detonante de la revuelta antijudía de ese año, que contenía estas líneas»:
No consideres una fisura en tu fe asesinarlos, la fisura sería dejarlos continuar.
Han violado nuestro pacto con ellos, ¿cómo te puedes sentir culpable contra los violadores?
¿Cómo pueden cumplir ningún pacto cuando somos oscuros y ellos prominentes?

Ahora somos humildes, junto a ellos, ¡como si estuviéramos errados y ellos en lo cierto!
Lewis continúa: «Estos ataques verbales como los de Abu Ishaq y masacres como las de Granada de 1066 son infrecuentes en la historia islámica». Este episodio ha sido calificado como pogromo. Walter Laqueur escribe que «los judíos no podían albergar cargos públicos, por lo que había pogromos ocasionales, como el granadino».